# Луис Булок
Луис Булок (енгл. Louis Bullock; Вашингтон, 20. мај 1976) је бивши амерички професионални кошаркаш. Играо је на позицији бека шутера.

## Kаријера
Булок је студирао на познатом универзитету Мичиген (1999—2001). На НБА драфту 1999. године одабрали су га Минесота Тимбервулвси као 42. пика. Ипак није заиграо у НБА лиги, већ је дошао у екипу Вероне. Са њима је провео две сјајне сезоне и имао око 22 поена просечно по мечу. Након тога одлази у екипу Милана где је провео једну сезону и наставио са сјајним партијама. Просечно је бележио 25 поена у италијанском првенству и био је најбољи стрелац лиге. Такође је уврштен у први идеални тим Евролиге. 
Године 2002. долази у екипу Уникахе. Са њима је наставио са добрим партијама и 2004. долази у славни Реал Мадрид. Са њима је играо до 2010. и за то време освојио две АЦБ лиге и један УЛЕБ куп. Након одласка из Реала, провео је једну сезону у екипи Кахасол Севиље, а каријеру је завршио 2012. у дресу Естудијантеса.

## Успеси

### Клупски
- Са КК Реал Мадрид:
  - Победник Еврокупа (1): 2006/07.
  - Првак АЦБ лиге (2): 2004/05, 2006/07.

### Појединачни
- Прва постава идеалног тима Евролиге (1): 2000/01.
- Најбољи стрелац Серије А (1): 2001/02.
- Најкориснији играч финала АЦБ лиге (1): 2005.